# Ryszard Michalski (historyk)
Ryszard Franciszek Michalski (ur. 26 października 1937 w Golubiu) – polski historyk, politolog, profesor doktor habilitowany nauk historycznych i nauk o polityce, poeta. Ojciec Cezarego Michalskiego.

## Życiorys
Jest absolwentem Uniwersytetu Mikołaja Kopernika w Toruniu. W 1975 obronił rozprawę doktorską na Wydziale Humanistycznym UMK, natomiast w 1999 rozprawę habilitacyjną na Wydziale Nauk Historycznych. W 2007 otrzymał tytuł naukowy profesora. Obecnie jest kierownikiem Zakładu Historii Współczesnej i Myśli Politycznej w Instytucie Stosunków Międzynarodowych Uniwersytetu Mikołaja Kopernika w Toruniu. Wykłada też w Państwowej Wyższej Szkole Wschodnioeuropejskiej w Przemyślu i Wyższej Szkole Kultury Społecznej i Medialnej w Toruniu.  Jego działalność naukowa koncentruje się na myśli politycznej XIX i XX wieku, historii kościoła katolickiego oraz prasoznawstwa.

## Publikacje
- Polskie duchowieństwo katolickie pod panowaniem pruskim wobec sprawy narodowej w latach 1870–1920
- Systemy wartości na łamach polskiej prasy pomorskiej w latach 1870–1939 oraz 1945–1980
- Obraz nieprzyjaciół Rzeczypospolitej na łamach polskiej prasy pomorskiej w latach 1920–1939 oraz 1945–1948
- Treści społeczne w polskiej prasie pomorskiej 1850–1989'
- Obraz Rzeszy Niemieckiej na łamach polskiej prasy pomorskiej w Drugiej Rzeczypospolitej (1920–1939)
- Polska między Niemcami a Rosją
- Ksiądz Stefan Kardynał Wyszyński prymas Polski w setną rocznicę urodzin
- Raj utracony
- Cudak tańcujący
- Zaczarowane ogrody